# Кузомень (Мурманская область)
Ку́зомень (карел. Kuuziniemi — букв. «еловый мыс») — поморское село в Терском районе Мурманской области. Входит в сельское поселение Варзуга.

## География
Расстояние от районного центра 125 км. Сообщение с другими населенными пунктами автомобильным транспортом. Расположено на берегу реки Варзуга, при впадении её в Белое море.

## История
Терский берег осваивался карелами и новгородцами. С начала освоения переселенцев привлекали рыбные места и леса, богатые пушным зверем. Они основали множество сезонных поселений, которые со временем превратились в постоянные. Рядом с селом было обнаружено несколько погребений XII века.
В 1575 году в Сотной на Варзужскую волость Василия Агалина указывалось несколько тоней на территории, прилегающей к современной Кузомени: «да по той же реке по Варзуге вверх тоня в Кузониме, тоня в Верхней Кузониме, тоня под сопками по конец Вичаного острова, тоня на нижнем конце и на верхнем конце Вичаного острова». Вероятно, это были временные поселения, функционировавшие в период промыслового сезона. В 1667 году часть варзужан переселилась на морской берег, образовав «деревню Куземино». В 1782 году в Кузомени жители построили церковь Великомученика Дмитрия.
Село быстро развивалось. Предписанием министра государственных имуществ П.Д. Киселёва от 20 мая 1841 года Кузомень стала центром укрупненной волости, в которую вошли Умба, Варзуга и Терская лопь. В селе возникла ярмарка, на которую съезжались торговцы со всего Беломорья. Вице-губернатор Архангельской губернии Д. Н. Островский в конце XIX века писал: «Село богатое, имеет 2 церкви, училище, соляной общественный магазин… Народ здесь красивый, приветливый и гостеприимный». В 1862 году в селе была открыта сельская школа. С 1871 года село было связано с губернским центром пароходным сообщением. В начале XX века был проведен телеграф. В 1910 году в Кузомени насчитывалось 143 крестьянских двора, в которых проживало 780 человек.
В 1925 году в селе образовалась коммуна, просуществовавшая недолго и в скором времени переоформленная в рыболовецкую артель, из которой к середине 30-х годов сформировался колхоз. 1 сентября 1981 года закрылась начальная школа.

## Население
| 2002 | 2010 |
| ---- | ---- |
| 83   | ↗84  |

Численность населения, проживающего на территории населённого пункта, по данным Всероссийской переписи населения 2010 года составляет 84 человека, из них 42 мужчины (50 %) и 42 женщины (50 %).

## Экономика
В селе существует рыболовецкий колхоз.

## Экология
За счет вырубки леса, сочетавшейся с перевыпасом скота и лесными пожарами, образовалась первая на Кольском полуострове антропогенная пустошь — Кузоменьские пески, и по сей день являющаяся памятником нерациональному природопользованию.

## Известные уроженцы
- Двинин, Александр Петрович (1894—1976) — один из первых морских пограничников Мурмана.
- Двинин, Евгений Александрович (1906—1965) — журналист, краевед, один из соавторов БСЭ.
- Двинин, Осип Дмитриевич (1876—1924) — советский работник, революционер.
- Корехов, Павел Петрович (1905—1961) — капитан-рыбопромысловик, Герой Социалистического Труда.